# Jasnaja Polana (obwód królewiecki)
Jasnaja Polana (ros. Ясная Поляна; hist. pol. Trakeny, niem. Trakehnen) – osiedle typu wiejskiego w Rosji, w obwodzie królewieckim, zamieszkane przez 997 osób.

## Historia
W 1732 roku król pruski Fryderyk Wilhelm I założył w Trakenen stadninę koni. Wyhodowano tu rasę koni trakeńskich. W 1932 roku, z okazji 200-lecia stadniny, postawiono pomnik najlepszego reproduktora rasy, ogiera Tempelhüter. W 1944 roku, podczas ofensywy wojsk sowieckich, wszystkie konie ewakuowano w głąb Niemiec. Po zajęciu miasta przez wojska sowieckie posąg został wywieziony jako trofeum wojenne do Moskwy, gdzie przez długi czas był przechowywany w muzeum Moskiewskiej Akademii Rolniczej im. Timiryazeva.
30 września 1929 roku posiadłość Trakehnen została przekształcona w gminę wiejską Groß Trakehnen, która w 1939 roku liczyła 1519 mieszkańców.
Po II wojnie światowej wieś znalazła się w obwodzie królewieckim. Niemcy podczas frontu wyjechali, pozostałych po wojnie wysiedlono, a następnie osiedlili się Rosjanie ze wschodu. W 1947 roku Rosjanie zmienili nazwę wsi na Jasnaja Polana. W latach 1947–2008 wieś administracyjnie należała do Czkałowskiego Sielskiego Sowietu. Siedzibą administracyjną rady gminy było Czkałowo, a w latach 1975–1988 Jasnaja Polana. W latach 2008–2018 wieś należała do gminy Iliuszymo, a od 2018 roku do rejonu niestierowskiego.
Pod koniec lat 80. i 90. etniczni Niemcy z Kazachstanu i Kirgistanu przenieśli się do Jasnej Polany i stali się obywatelami Rosji, którzy założyli zbór ewangelicki Kościoła Ewangelicko-Luterańskiego Rosji Europejskiej

## Osoby urodzone w miejscowości
- Karl Wilhelm Ammon (1777–1842) – niemiecki weterynarz, pisarz hipologiczny.
- Georg Gottlieb Ammon (1773–1839) – niemiecki hodowca koni.
- Gustav von Below (1791–1852) – pruski generał porucznik, członek prowincjonalnego Parlamentu Prus Wschodnich.
- Walther Funk (1890–1960) – niemiecki dziennikarz, polityk NSDAP, minister Gospodarki Rzeszy, prezes Reichsbanku.
- Wilhelm Kuebart (1913–1993) – niemiecki oficer w sztabie generalnym, członek ruchu oporu z 20 lipca.